# Elizabeth Warren
Elizabeth Ann Warren, född Herring den 22 juni 1949 i Oklahoma City, Oklahoma, är en amerikansk politiker (demokraterna), advokat och före detta professor i juridik. Sedan 2013 är hon senator från delstaten Massachusetts i USA:s senat och hon var en av huvudkandidaterna till att bli det Demokratiska partiets presidentkandidat i det amerikanska presidentvalet 2020.
Under  merparten av 2019 låg hon bra till i opinionsmätningarna inom det Demokratiska partiet avseende presidentkandidaturen, om än oftast en bit efter Joe Biden och Bernie Sanders. I nomineringsmötet i Iowa och primärvalet i New Hampshire i februari 2020 kom hon dock på femte plats efter Bernie Sanders, Pete Buttigieg, Amy Klobuchar och Joe Biden. Elizabeth Warren och Bernie Sanders betraktas allmänt som mer liberala, mer vänster, än Joe Biden, Amy Klobuchar och Pete Buttigieg. Huvudfrågor i hennes presidentvalskampanj är bland annat införandet av en förmögenhetsskatt (engelska: wealth tax), höjda minimilöner och "Medicare for All". Hon är också mycket kritisk till storföretag inom många branscher. Warren deltog i alla primärvalsdebatter 2019 och 2020.
Warren var tidigare verksam som professor i juridik och har arbetat vid University of Texas, University of Pennsylvania samt Harvard Law School. Som akademiker var hon specialiserad på konkursrätt och handelsrätt.
Warren har även varit rådgivare åt USA:s fd president Barack Obama.

## Politisk karriär
Elizabeth Warren är en aktiv förespråkare av konsumenträtt och under hennes ledning etablerades den federala konsumenträttsmyndigheten Consumer Financial Protection Bureau (CFPB) 2011.
Warren har skrivit ett antal akademiska och populära verk och är ofta föremål för intervjuer i media i frågor angående den amerikanska ekonomin och personliga finanser. Efter finanskrisen 2008 blev Warren ordförande för en nyskapad kongresspanel vars syfte var att utöva tillsyn över det ekonomiska räddningspaketet Troubled Asset Relief Program (TARP). Senare utsågs hon av president Barack Obama till assistent hos presidenten och särskild rådgivare till CFPB.
I september 2011 tillkännagav Warren sin kandidatur till USA:s senat som senator för delstaten Massachusetts. I senatsvalet utmanade hon den sittande republikanska senatorn Scott Brown. Den 6 november 2012 vann hon senatsvalet över Brown och blev därmed den första kvinnliga senatorn från Massachusetts.
I 2016 års presidentval sågs hon som en stark potentiell kandidat trots att hon själv avvisade tanken att ställa upp. Under de demokratiska presidentprimärvalen 2016 höll hon sig neutral. Stödet till den slutliga kandidaten för Demokratiska partiet, Hillary Clinton, kom först efter att alla 50 delstater hade röstat. I media talades det vid den tiden också om Elizabeth Warren som en möjlig vicepresident till Clinton. Clinton valde dock istället senatorn Tim Kaine till den posten.

## Politiska uttalanden och åsikter

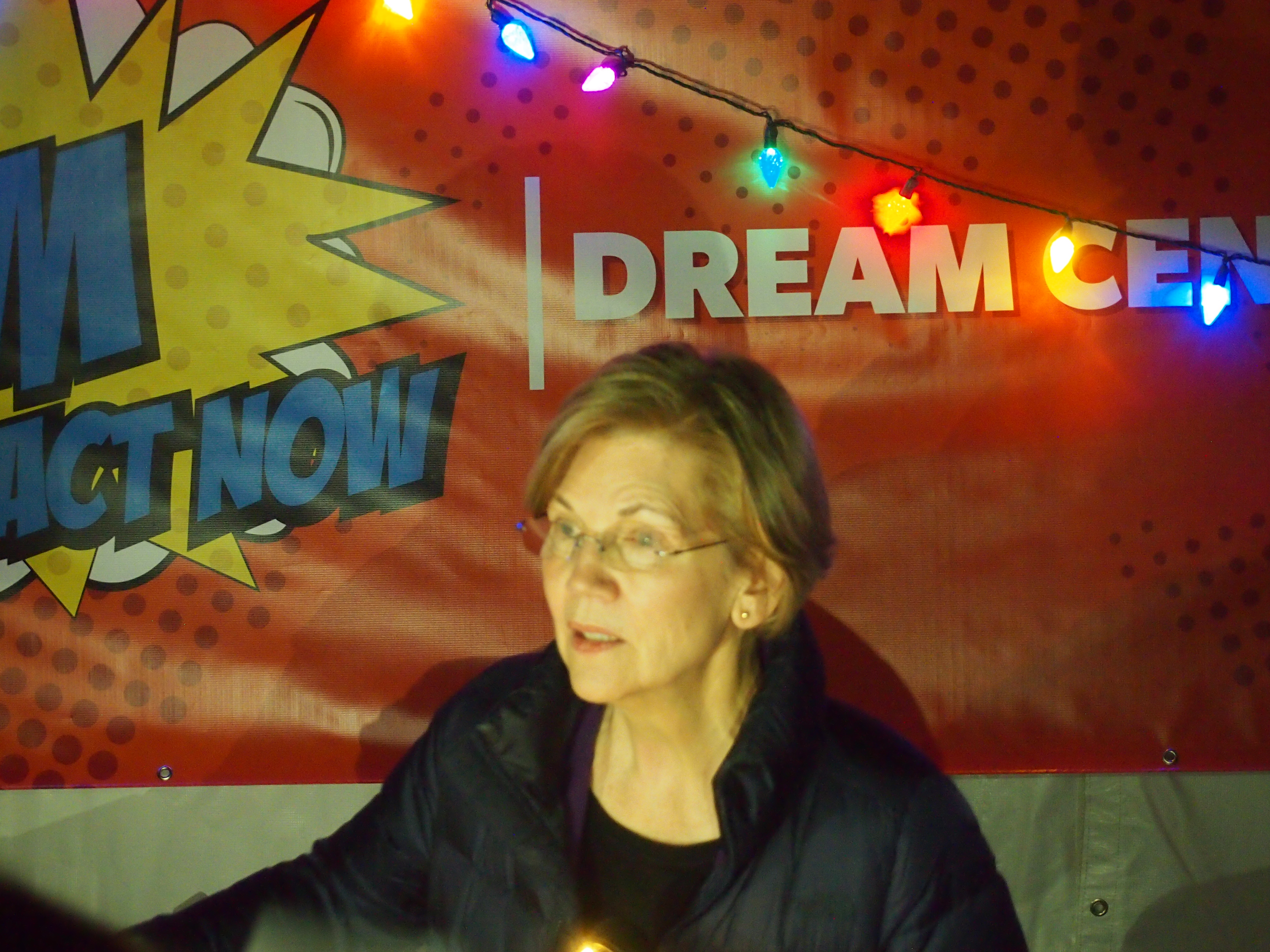
Warren vid ett event 2017 till stöd för DREAM Act

Enligt GovTrack rankades Warren som den mest liberala medlemmen i senaten åren 2015–2017.
Följande är exempel på några av hennes politiska uttalanden och åsikter:

### Arbetslivet
- Warren förespråkar höjda minimilöner i USA.[11][12]

### Ekonomi och handel
- Warren vill införa förmögenhetsskatt i USA samt ny lagstiftning för att komma åt skattesmitning och olika skattebrott.[13][14][15]
- Warren är kritisk till frihandelsavtalet Trans-Pacific Partnership och menar att avtalet kommer att få negativa effekter för amerikanska arbetare.[16][17]

### Migration
- Warren stöder DREAM Act och en substantiell migrationsreform.[18]

### Kritik av president Donald Trump
- Warren var en av de första presidentkandidaterna att stödja riksrättsprocessen mot Donald Trump.[19][20]
- I januari 2019 kritiserade Warren president Donald Trumps tillkännagivande om sitt beslut att dra tillbaka amerikanska trupper från Syrien och Afghanistan. Trots att hon håller med om att amerikanska trupper bör dras tillbaka från Syrien och Afghanistan, menade hon att sådana tillbakadraganden bör ingå i en "samordnad" plan bildad med amerikanska allierade.[21]

## Presidentvalskampanjen 2020

### Sjunde debatten
I den sjunde debatten, i Iowa den 14 januari 2020, gjorde Warren ett utspel gentemot Bernie Sanders. Detta skedde trots att de bägge kandidaterna, som står nära varandra politiskt, haft en överenskommelse om att inte attackera varandra. Warren hävdade att Sanders vid något tillfälle sagt att "en kvinna inte kan bli president", något Sanders dock snabbt nekade till att ha sagt. Händelsen togs även upp i mediernas analyser efteråt.

### Opinionsundersökningar
Under 2019 har Warren i stort legat på topp tre eller topp fyra bland de demokratiska presidentkandidaterna, tillsammans med Joe Biden och Bernie Sanders. I några få opinionsmätningar 2019 låg hon etta, som i en omröstning den 24 oktober 2019, men oftast tvåa eller trea.

### Finansiering
Elisabeth Warren finansierade sin presidentvalskampanj 2020 med donationer från gräsrotsupporters. Hon har sagt att hon inte accepterar stora donationer från oljeindustrin, medicinska industrin, banker, hedgefonder och stora techföretag.

## Personer som gett sin support till Warrens presidentvalskampanj (ett urval)
- Ed Markey, senator från Massachusetts[25]
- Julian Castro, tidigare USA:s bostadsminister och tidigare presidentkandidat 2020[26]
- Megan Rapinoe, fotbollsspelare[27]
- Adam Rippon, skridskor (konståkning)[28]
- Shea Couleé, drag queen och TV-personlighet[29]
- Annie Fox, forfattare[30]
- Sarah Jessica Parker, skådespelare[31]
- Scarlett Johansson, skådespelare[32]
- Karen Kilgariff, skådespelare[30]
- John Legend, musiker[33]
- Rosie O'Donnell, TV-personlighet[34]
- Bette Midler, skådespelare[31]
- Ashley Nicole Black, skådespelare, skribent[30]
- Chrissy Teigen, modell, TV-personlighet[35]
- Jonathan Van Ness, TV-personlighet[36]
- Amy Schumer, skådespelare[31]
- Chuck Wendig, skribent[30]
- Ady Barkan[37]
- Ashlee Marie Preston, transgender-aktivist och journalist.[38]
- Rhiana Gunn-Wright, Green New Deal-arkitekt[39]